# Psilopleura minax
Psilopleura minax là một loài bướm đêm thuộc phân họ Arctiinae, họ Erebidae.